# نیوپور ۳۱
نیوپرت ۳۱ (به فرانسوی: Nieuport 31) یک هواگرد جنگنده یک‌ونیم‌باله تک‌موتوره بود که در سال ۱۹۱۹ در فرانسه طراحی و تولید شد.

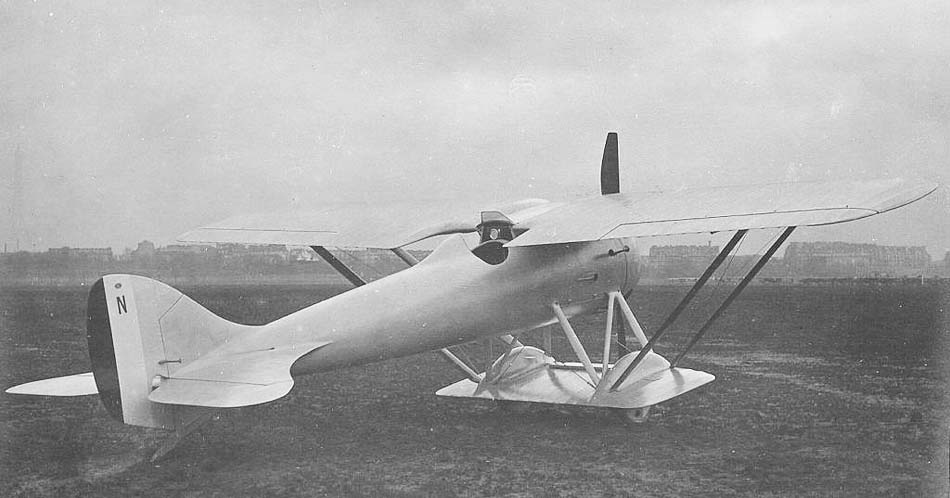

## مشخصات فنی
- خدمه: یک
- طول: ۶٫۶۰ متر
- طول بال: ۸٫۶۰ متر
- ارتفاع: ۲٫۴۰ متر
- مساحت بال: ۱۸٫۰ متر مربع
- بدون خالص: ۵۰۰ کیلوگرم
- وزن ناخالص: ۷۸۰ کیلوگرم
- پروانه‌ها: ۲ پره با گام ثابت

کارایی
- حداکثر سرعت: ۲۳۰ کیلومتر بر ساعت
- حداکثر توان پرواز: ۲ ساعت
- سقف پرواز: ۶٬۰۰۰ متر

جنگ‌افزار
- ۲ × مسلسل ۷٫۷ میلی‌متر ویکرز ثابت‌شده در دماغه